# 為永幸音
為永 幸音（ためなが しおん、2004年2月9日 - ）は、日本の歌手、アイドル、女優。女性アイドルグループアンジュルムの9期メンバー、および3代目サブリーダー。
長野県長野市出身。アップフロントプロモーション所属。ハロプロ研修生以前は子役女優、および長野県のご当地アイドルとして活動していた。

## 略歴
2013年
- 10月、フジテレビの2時間ドラマ『小京都連続殺人事件 × 外科医鳩村周五郎』に子役として出演。

2016年
- 「モーニング娘。'16 『新世紀』オーディション」に応募するも、落選。

2017年
- 「ハロー!プロジェクト新メンバーオーディション」に応募するも、落選。
- 12月10日、橋本桃呼・後藤咲香・窪田七海・出頭杏奈・金光留々・松原ユリヤとともにハロプロ研修生に加入。

2019年
- 3月 - 5月、『モーニング娘。'19コンサートツアー春 〜BEST WISHES!〜』に、小野琴己・米村姫良々・橋迫鈴・松永里愛・出頭杏奈とともにオープニングアクト・チャレンジアクトとして帯同。

2020年
- 7月26日、『Hello! Project 研修生発表会2020 〜夏の公開実力診断テスト〜』にて後藤真希の「抱いてよ! PLEASE GO ON」を披露し、「ダンス賞」を受賞。
- 11月2日、アンジュルムオフィシャルYouTubeチャンネルにて、川名凜・松本わかなとともにアンジュルムへの加入が発表された。

2021年
- 6月23日、シングル『はっきりしようぜ/泳げないMermaid/愛されルート A or B?』でアンジュルムとしてメジャーデビュー。

2024年
- 4月19日、Instagramを開始。

2025年
- 6月19日、同日付でアンジュルムの3代目サブリーダーに就任（2024年11月28日に同グループを卒業、芸能界を引退した川村文乃の後任）。

## 人物
- ニックネームは、ためちゃん[1]、ため[1]、しおんぬ[1]。メンバーカラーはピンク[10]。
- 血液型O型[2]。
- 趣味はパワースポット巡り、ドラム、筋トレ[4]。
- 好きな音楽ジャンルはJ-POP[2]。
- 好きなスポーツはダンス、長距離走、サッカー、ドッジボール[2]。2025年2月、THE CHALLENGE RACEのハーフマラソンで完走2時間4分44秒を記録[15]。
- 座右の銘は「笑顔は人を幸せにする」[2]。
- 憧れの先輩は鞘師里保（元モーニング娘。）[6]。
- ステージ上での激しいパフォーマンスや、イベントでのハイテンションから、しばしば「しおんぬ大暴れ」と言われることがある。

## 出演

### テレビ
- 信州から北陸新幹線でビューン 見る!知る!いざ福井へ（2024年3月16日、テレビ信州） - VTRゲスト出演[16]
- ハロプロダンス学園（ダンスチャンネルby エンタメ〜テレ）
  - シーズン11（2024年6月3日 - 7月4日）
  - シーズン12（2024年10月17日 - ）

### テレビドラマ
- 小京都連続殺人事件 × 外科医鳩村周五郎 （2013年10月18日、フジテレビ） - 役名不詳（子役）

### 映画
- 過ぐる日のやまねこ（2014年）[17][18] - 時子（少女時代） 役

### ライブ
- 小片リサ「bon voyage!」 in COTTON CLUB 追加公演・アンコール公演（2022年5月17日・18日・8月19日、COTTON CLUB、計4公演） - 川名凜とともにSupport Dancerとして出演[19][20]

### イベント
- 第67回全国植樹祭（2016年6月5日、長野市オリンピック記念アリーナ エムウェーブ）[3][21][22] - 式典ナビゲーター（上條恒彦の孫娘役）
- ハロプロダンス学園シーズン12 公開収録イベント2024（2024年10月15日、江戸川区総合文化センター大ホール、1公演）[23]

### 舞台
- STAGE VANGUARD「悪嬢転生」（2022年8月6日、COTTON CLUB） - ゲスト出演[24]

## 参加ユニット
- アンジュルム（2020年 - ）